# Ipconfig
Ipconfig is een opdrachtregel-hulpprogramma (Eng. command line utility) voor Windows NT/2000/XP/Vista/7/8/10-systemen waarmee de instellingen van de netwerkkaart gecontroleerd kunnen worden. Voor Windows 95/98/Me is een ander (grafisch) programma beschikbaar dat oproepbaar is door middel van winipconfig of winipcfg. De generieke unix/linux variant van dit commando is ifconfig.

## ipconfig
Met behulp van ipconfig kan allerlei informatie opgevraagd worden over de netwerkverbindingen, netwerkkaarten, gateway, lokale IP-adres en het verloop van de IP-communicatie.

## Voorbeeld uitvoer
```
C:\>ipconfig /all
Windows 2000 IP Configuration
Host Name . . . . . . . . . . . . : wikipedia
Primary DNS Suffix . . . . . . . :
Node Type . . . . . . . . . . . . : Hybrid
IP Routing Enabled. . . . . . . . : No
WINS Proxy Enabled. . . . . . . . : No
DNS Suffix Search List. . . . . . : wikipedia.org
Ethernet adapter Local Area Connection 2:
Connection-specific DNS Suffix . : wikipedia.org
Description . . . . . . . . . . . : Intel(R) PRO/100 VE Netwon #3
Physical Address. . . . . . . . . : 00-D0-B7-A6-F1-11
DHCP Enabled. . . . . . . . . . . : Yes
Autoconfiguration Enabled . . . . : Yes
IP Address. . . . . . . . . . . . : 192.168.0.100
Subnet Mask . . . . . . . . . . . : 255.255.0.0
Default Gateway . . . . . . . . . : 192.168.0.3
DHCP Server . . . . . . . . . . . : 192.168.0.1
DNS Servers . . . . . . . . . . . : 192.168.0.1
Primary WINS Server . . . . . . . : 192.168.0.75
what is lease. . . . . . . . . . : 27 May 2004 09:04:06
Lease Expires . . . . . . . . . . : 30 May 2004 09:04:06
C:\>ipconfig /release
Windows 2000 IP Configuration
IP address successfully released for adapter "Local Area Connection 2"
C:\>ipconfig /renew
Windows 2000 IP Configuration
Ethernet adapter Local Area Connection 2:
Connection-specific DNS Suffix . : wikipedia.org
IP Address. . . . . . . . . . . . : 192.168.0.100
Subnet Mask . . . . . . . . . . . : 255.255.0.0
Default Gateway . . . . . . . . . : 192.168.0.1
```